# 中西学
中西 学（なかにし まなぶ、1967年1月22日 - ）は、日本の元男性プロレスラー、元レスリング選手（1992年バルセロナオリンピックフリースタイル100kg級日本代表）。京都府京都市出身。最終所属新日本プロレス。血液型A型。宇治高等学校（現：立命館宇治高等学校）→専修大学卒業。

## 経歴

### 入門以前
宇治高等学校時代からレスリングを始め、1989年から全日本レスリング選手権大会4連覇 を達成する。専修大学卒業後は和歌山県庁勤務（スポーツ指導員）を経て、1991年4月に闘魂クラブに入団。地方公務員時代は同階級の練習相手に恵まれなかったこと、五輪を目指すうえで遠征費などを負担してくれることなどを理由に闘魂クラブ入りを決めた。1992年バルセロナオリンピックフリースタイル100kg級に出場した後、同年8月に新日本プロレスに入門した。

### 新日本プロレス

#### 1992年 - 1995年
同年10月13日、新日本が主催するSUPER GRADE TAG LEAGUEにて藤波辰爾とのタッグで出場。東大阪市立中央体育館大会の公式リーグ戦でスコット・ノートン & スーパー・ストロング・マシン組を相手にデビュー戦を飾った。デビュー以後しばらくはアマレスタイツにヘッドギアといういでたちで試合を行い、前座戦線で活躍。1995年3月にヤングライオン杯で優勝すると、同年7月よりアメリカに遠征してWCWに参戦。若手時代の中西は特にマサ斎藤に可愛がられ、遠征先では「世界に通用する男だから世界に通用するリングネームを使え」と、現地WCWでは斎藤から直々に命名されたクロサワ のリングネームで日本人ヒールとして活動。カーネル・ロバート・パーカーをマネージャーに迎え、スティング、ロード・ウォリアーズ、ランディ・サベージ、アーン・アンダーソン、リック・スタイナー、ダイヤモンド・ダラス・ペイジ、ザ・ジャイアント、リック・フレアーなどのトップ選手と対戦した。

#### 1996年 - 1999年
1996年9月に凱旋帰国。「クロサワ9番勝負」と銘打たれたシングルマッチ連戦も組まれ、日本でも「クロサワ」のリングネームで短期間ながら試合をした。1997年に小島聡とのタッグ、ブル・パワーズとしてIWGPタッグ王座を獲得するなど小細工なしの直線的なパワーファイトでタッグ戦線を中心に活躍。一方でG1 CLIMAXに1回戦敗退で終えるなど、シングルでの戦績は不振に陥っていたが、1999年のG1では公式リーグ戦をトップで通過して決勝トーナメントに進出。決勝戦で武藤敬司からアルゼンチン・バックブリーカーで勝利を収め初優勝を果たし、第三世代として初の栄冠を手にした。その後、同世代の永田裕志と共にIWGPタッグ王座に2度目の戴冠を果たすと、同じく同世代のテンコジ（天山広吉 & 小島聡）と抗争に明け暮れ、幾度となくタイトルマッチで対戦していった。

#### 2000年 - 2003年
2000年3月28日、中西は永田、ブライアン・ジョンストン、吉江豊、福田雅一と共に格闘集団G-EGGSを結成した。本隊内の独立した軍団として、蝶野正洋が率いるTEAM 2000と抗争を展開した。中西は、この頃に「P-4M」というメッセージを発信し、「問題（Problem）」に「耐える（Put up）」ことにより「願いが叶う（Possible）」ことを「約束される（Promise）」という4つのPから成るもので、これを意味するハンドサインを披露していた。その後、中西は6月の日本武道館大会で佐々木健介の保持するIWGPヘビー級王座に挑戦、同年G1では決勝まで進出するに至るもののいずれも敗北を喫した。G1閉幕後、自らの問題を再確認すべく9月シリーズの全興行にてシングル8番勝負を敢行し、見事全勝を収めた。
2001年7月20日、中西は札幌ドーム大会にてPRIDEのゲーリー・グッドリッジと対戦したが、中西もグッドリッジのパンチをまともに浴びてしまい、TKO負けを喫し惨敗した。中西は打撃技修得を目標に過酷な練習を重ね、9月16日の名古屋レインボーホール大会にて再びグッドリッジと対戦し、フロントスリーパーで勝利を収めた。
2002年2月、中西はフロリダ州タンパのカール・ゴッチと対面し、ゴッチの得意技でもあるジャーマン・スープレックスを伝授され、3月17日愛知県体育館にてジャイアント・シンをジャーマンでピンフォール勝ちを収める快挙を遂げた。4月には吉江と共にプロレスリング・ノアに参戦しGHCタッグ王座に挑戦、10月東京ドーム大会では新日本 vs 外敵軍のシングル7番勝負のトリでボブ・サップと対戦。12月には西村修、吉江とのトリオでトライアスロン・サバイバーに出場し、決勝戦で永田 & マイク・バートン & ジム・スティールと対戦。永田からジャーマン・スープレックス・ホールドで勝利を収め、優勝を果たした。
2003年6月29日、FEG主催の「K-1 BEAST II」でK-1ルールに初挑戦。中西と同じくK-1初参戦であり、アマチュア相撲出身のTOAと対戦するがTOAの1R右フックで中西がKO負けを喫した。

#### 2004年 - 2007年
シングルプレーヤーに転向することを宣言した中西は、本隊を離脱し反体制派へ移り、一匹狼となって海賊（パイレーツ）を名乗って暴れる。短期間ながらウルティモ・ドラゴンとタッグを結成、その後は蝶野のチームに合流し、ニュー・ジュラシック・パワーズとしてスコット・ノートンともタッグを結成。短期間で野人→海賊→ソルジャーへとギミックチェンジを繰り返した。
2005年からは、同じくレスリング出身であり中西と犬猿の仲である永田、ケンドー・カシン、藤田和之とチーム・ジャパンを結成、翌年の新日本のユークス子会社化に伴う猪木事務所との提携解消による藤田の離脱まで活動した。
2006年5月31日、ZERO1-MAXでのタッグマッチで大森隆男との試合後、中西は大森の実力を認め握手を求めた。一方、大森も中西の実力を認め握手を交わしタッグチーム、ワイルド・チャイルドを結成。6月24日、ディファ有明大会でNWAインターコンチネンタルタッグ王座を保持する佐藤耕平 & 崔領二と対戦。合体技・ワシントン条約で大森が崔から勝利を収めて同王座を奪取、7月17日、新日本月寒グリーンドーム大会ではIWGPタッグ王座も奪取するなど、団体の垣根を超えたタッグチームとして活躍した。

#### 2008年 - 2010年
2008年1月1日、ZERO1後楽園大会の試合中、大森のフロント・ハイキックが中西に誤爆したのが発端となり仲間割れ。試合に敗北した後、大森に対して決別の宣言を下した。この騒動をキッカケに新日本vsZERO1-MAXの全面対抗戦に発展。中西は元パートナーの大森と抗争を繰り広げていき、3月2日、ZERO1後楽園大会にて大森と対戦したがアックスボンバーに敗れる。それでも同月29日、ZERO1札幌テイセンホール大会にて再び大森とのシングル戦に臨み、ジャーマンスープレックスホールドで勝利を収めてリベンジに成功。4月6日、ZERO1JCBホール大会で世界ヘビー級王座を保持する田中将斗と対戦したがスライディングDに敗れて王座奪取とはならなかった。
2009年5月6日、後楽園ホールにおいて当初予定されてなかった棚橋弘至の保持するIWGPヘビー級王座に挑戦、特大☆中西ジャーマンで棚橋からピンフォールを奪い、第51代王者に就いた。中西はこれまであと一歩のところで手が届かなかった同王座に、6度目の挑戦で悲願の初戴冠を果たしたことから実況席で解説の山本小鉄も人目を憚ることなく涙を流した。DOMINION6.20にて前王者である棚橋とリターンマッチを敢行したがこの試合で敗北を喫しIWGP王座から陥落し、短命政権に終わった。
2010年10月に開幕したG1 TAG LEAGUEではストロングマンとのタッグチーム、マッスルオーケストラで出場、優勝には至らなかったが、12月のプロレス大賞ではわずか結成二ヶ月という短期間のうちにプロレス大賞最優秀タッグチーム賞を受賞した。

#### 2011年 - 2012年
レッスルキングダムVの舞台で、マッスル・オーケストラとしてIWGPタッグ王座を保持するBAD INTENTIONS（ジャイアント・バーナード、カール・アンダーソン組）と、もう一組の挑戦者チームであるビアマネー・インク（ジェームズ・ストーム、ロバート・ルード組）を交えた3WAYマッチで対戦するも試合はアンダーソンがルードからピンフォールを奪い、王座奪取には至らず。2月20日仙台大会で再び同タッグ王座に挑戦したが、パートナーのストロングマンがピンフォール負けを喫してしまい、またしても奪還失敗に終わった。
6月4日、中西はタッグマッチにて試合中、井上亘の放ったジャーマン・スープレックスを受けて首からマットに突き刺さり、リング上で動けなくなり病院へ搬送された。検査の結果、「中心性脊髄損傷」と診断され、命に別状はなかったが長期欠場に追い込まれ、10月7日に手術を行なった。12月24日、6か月振りに新日本のリングに上がり、ファンに向けて挨拶を行った。その後、バックステージで坂口征二と共にインタビューを行い、同年のG1出場を焦るあまり、癒えないうちに練習を再開し却って悪化し療養が長引いていることを打ち明けていた。
2012年9月23日、中西は再び新日本のリングに上がり復帰戦を行うことを発表した。10月8日、両国大会で492日ぶりに復帰した。盟友・永田、ストロングマンと組み、CHAOSの矢野通、飯塚高史、石井智宏組と対戦し、矢野にフォールを喫するも大きな感動をファンに与えた。その後、復帰戦で敗北を喫したCHAOSの矢野、飯塚と抗争を繰り広げていった。

#### 2013年
2013年1月4日、レッスルキングダム7にて抗争を展開していた矢野 & 飯塚組に一矢を報いるべく、ストロングマン、曙、MVPとのカルテットで矢野 & 飯塚 & 高橋裕二郎 & ボブ・サップ組と対戦し、最後は飯塚をアルゼンチンバックブリーカーでギブアップ勝ちを収め、抗争に終止符を打った。
その後、4月よりスポット参戦しているNWAに目をつけ、6月9日に再び新日本マットに上陸することを予告したNWA軍を迎え撃つことをアピール。DOMINION 6.22にてNWA世界ヘビー級王座を保持するロブ・コンウェイと対戦。試合終盤でNWAのブルース・サープ社長による妨害工作に気を取られ、最後はコンウェイからピンフォール負けを喫した。

#### 2014年 - 2020年
2014年1月19日、CMLL FANTASTICA MANIAにて中西ランドから誕生した覆面レスラー、マスカラ・ドンがデビュー。マキシモと共にタイチ & TAKAみちのく組と対戦し、最後はTAKAからドン・デ・マリポーサでギブアップ勝ちを収めた。
9月7日、東金アリーナ大会のメインイベントに登場。永田とのタッグでNWA世界タッグチーム王座を保持するテンコジ（天山広吉&小島聡組）とノンタイトルマッチで対戦。永田との合体技イーストゴールドを炸裂させたのを経て、最後は永田が小島にバックドロップホールドを決めて勝利。試合終了後、永田がリング上でテンコジの保持するNWAタッグ王座に挑戦を表明し、王者側もこれを承諾した。9月23日、DESTRUCTION in OKAYAMAにてテンコジとタイトルマッチで再戦したが、永田が小島からピンフォール負けを喫して王座奪取には至らなかった。
2015年8月19日、プロレスリング・ノア主催のアルカス杯争奪6人タッグトーナメントに出場。マイバッハ谷口、マイバッハ・ブルージャスティスと組み、自身もマイバッハ・ドンなる覆面レスラーに転身してマイバッハトリオを結成。一回戦でキャプテン・ノア & マイキー・ニコルス & スペル・クレイジー組、二回戦で杉浦貴 & 斎藤彰俊 & クワイエット・ストーム組を退け、決勝戦で鈴木軍（鈴木みのる & 飯塚 & エル・デスペラード組）と対戦、最後は谷口がマイバッハプレスでデスペラードからピンフォール勝ちを収め同大会を優勝した。
2017年1月5日、NEW YEAR DASH!!にて棚橋、田口隆祐とのトリオでNEVER無差別級6人タッグ王座を保持するロス・インゴベルナブレス・デ・ハポン（SANADA & EVIL & BUSHI、以下「L・I・J」）と対戦。ヘラクレスカッターでBUSHIから勝利を収め同王座を奪取。後に中西は棚橋と共にパートナーである田口を監督と師事するようになり、監督の苗字を頭につけた新ユニット、タグチジャパンを結成。同ユニットのA代表として活動したが2月11日、THE NEW BEGINNING in OSAKAにてL・I・Jとのリマッチに敗戦してしまい、NEVER6人王座から陥落した。
2020年1月7日、2月22日の後楽園ホール大会をもって現役を引退することを発表した。
2020年2月22日、後楽園ホール開催の中西学引退試合記念大会のメインイベントで引退。第三世代の永田裕志、小島聡、天山広吉と組み、オカダ・カズチカ＆棚橋弘至＆飯伏幸太＆後藤洋央紀と対戦。最後は対戦相手4人全員の必殺技（後藤のGTR、飯伏のカミゴェ、オカダのレインメーカー、棚橋のハイフライフロー）を連続で受け、3カウントを取られて敗北。引退理由として2011年の負傷以降、首の回復が万全に至らず「歯がゆかった」ことを挙げている。
引退に際して、家業の茶栽培を手伝いながら新日本プロレスに携わる意向を示した。

#### 引退後
2022年6月12日の大阪城ホール大会にて、第1試合に登場した田口&マスター・ワト&天山組のセコンドとして、久々に新日本プロレスの会場に姿を見せた。引退後は実家の茶農家を手伝うことを考えていたが、継承していた兄の体調不良で廃業。トレーナー業も考えたがコロナ禍で配信に対応できないことでこれも諦め、2023年現在は愛知県小牧市内のガスステーションに勤務。新日本プロレスとはレジェンド契約（タレント契約）を交わしており、メディア活動時の窓口となっている。

## 得意技

### フィニッシュ・ホールド

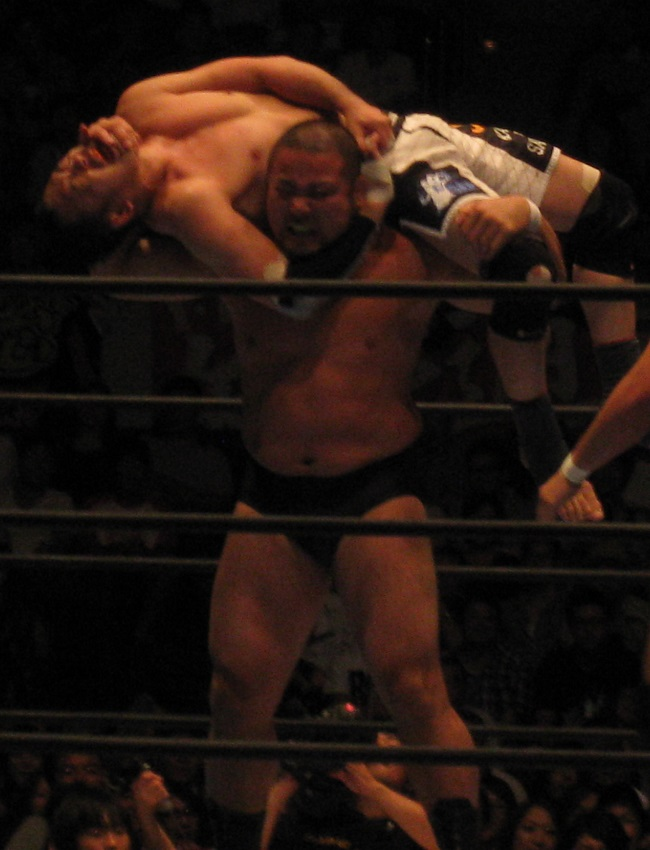
桜庭和志にアルゼンチン・バックブリーカーを極める中西。

アルゼンチン・バックブリーカー
中西の最も得意とする古典技。下記のように派生技、バリエーションに富む。怪力でならす中西は150kgを超える選手をも持ち上げることが可能で、タッグマッチではカットに入ってきた相手の攻撃に堪えてフロント・ハイキックで撃退したり、担ぎ上げた相手をもう一人の相手に向かって投げつけるといったムーブを得意としている。
ヘラクレスカッター
アルゼンチン・バックブリーカーで担ぎ上げた状態から身体を左右に数回揺すった後、掴んでいた相手の足のフックを外し、自らシットダウンする体勢で相手の後頭部（頸部）をショルダー・ネックブリーカー・ドロップ気味に相手を叩きつける。元々はタッグを組んでいたウルティモ・ドラゴンが中西のアルゼンチン・バックブリーカーで担ぎ上げられた相手の足を取って引っ張り込み、中西が崩れる形で後方へ倒れ込んだことで誕生した技。後に中西はシングル時においても使用できるように改良を施して現在の型で使用するようになった。
マナバウアー
2006年のNEW JAPAN CUPに向けて考案した技。アルゼンチン・バックブリーカーの体勢から身体を左右に数回揺さぶった後、自分の前方に相手を着地させてから腰に手を回してジャーマン・スープレックス・ホールドを放つ。命名の由来はトリノオリンピックの女子フィギュアスケートで金メダルを獲得した荒川静香の『イナバウアー』。
ジャーマン・スープレックス・ホールド
開発者のカール・ゴッチに直伝されたというアングル（実際にはフロリダのゴッチ宅を訪問して少しアドバイスをもらっただけ）を経て、再度使い始めた。高山善廣の同技が『エベレストジャーマン』と呼ばれていたことに対抗して『富士山ジャーマン』と命名したが定着しなかった。高山は富士山ジャーマン命名の報をマスコミから聞くと「エベレストより低いじゃん」と一笑に付した。
大☆中西ジャーマン
2008年1月4日に行われた東京ドーム大会でのアビス戦に向けて開発した技。
右手を天空にかざして技の発動を予告した後、相手の身体をロープに振って、その反動でジャーマン・スープレックスを決める。さらにグロッキーになった相手を通常のジャーマン・スープレックスでフォールする二段構えの技。
特大☆中西ジャーマン
IWGPヘビー級王座に初載冠した際に放った技。
リフトアップ・スラムの体勢からトップロープに強引に投げつけ、その跳ね返ってきた反動でジャーマン・スープレックス・ホールドを極める。試合中とっさに出た技で公式サイト内でも「ジャーマン・スープレックス・ホールド」と表記されていたが（リングアナウンサーは大☆中西ジャーマンとコールしていた）、中西は翌日の記者会見で自ら「特大☆中西ジャーマン」と命名された。

### 打撃技
エルボー
逆水平チョップ
現在の日本マット界一の使い手の呼び声も高い。非常に説得力のある激しい音が会場に響き渡る。2009年10月12日の蝶野25周年記念両国大会では、プロレスリング・ノアの小橋建太と激しいチョップ合戦を繰り広げた。
クロスチョップ
両手を手のひらを下にした状態で、胸の前でバツの字に重ねて相手の喉元を突く。地獄突きで相手の動きを封じた後、手をグルグル回してタメを作ってから放つのが特徴。
野人ハンマー
両手の指を組み、両腕を相手の胸元に叩きつける。中西流のダブルアックスハンドル、他の選手とは違い一本足打法で放つ。
一本足野人ハンマー
野球日本代表の第1回WBC優勝後に開発した技。チームの監督を務めた王貞治の打撃フォームに似せて一本足で野人ハンマーを放つ。カウンターでも使用される。
野人ラリアット
技名は中西のニックネームである「野人」が由来。
野人ダンスラリアット
独特のアピールである野人ダンスを行い、立ち上がった相手をラリアットを放っていく。
マッケンロー
2001年のG1 CLIMAXに向けて考案した技。相手の背後から片膝をつき、膝裏あたりを狙って放つ低空ラリアット。プロテニス選手のジョン・マッケンローのスイングフォームをヒントとして得たとされている。
スピアー
相手が走りこんで近づいてくるのを見計らって放つカウンター式を使用。稀に雪崩式を狙った相手を地上に落としてダイビング式で使用。
ドロップキック
フロント・ハイキック

### 投げ技
野人ブルドッギング・ヘッドロック
通常はヘッドロックに捉えた後に助走を付けて繰り出すが、中西流は助走を付けず繰り出す。
投げっ放しノーザンライト・スープレックス
主に1990年代頃に使用していた。
ブレーンバスター・スラム
ここからリングを対角線上に走ってジャンピング・ニー・ドロップを仕掛けることが多い。
雪崩式ブレーンバスター
トップロープ上から繰り出すこともあり、リングがバウンドするほどの威力と迫力を持つ。
水車落とし
相手へのカウンターで使用する。雪崩式も稀に使用される。

### 飛び技
ミサイルキック
これも正面飛び式で放つが、超ヘビー級の中西が放つミサイルキックの威力は高い。
中心性脊髄損傷から復帰後も使用し続けているが、現在は相手にヒットする瞬間に体を捻り、うつ伏せになるように着地する型に変更している。
ダイビング・ブレーンチョップ
コーナー上でグルグルと腕を回してから放つ。エプロンから場外の相手へ放つ場合もある。
フロッグ式ヘッドバット
倒れている相手へ蛙飛びでヘッドバットを見舞う技。
ドロップキック
大抵は正面飛び式で放つ。リープ・フロッグで相手を飛び越えてからの一連の流れは「ゴリラのルチャリブレ」と形容された。なおフォームは非常に綺麗で、その場飛びで相手の顔面に直接ヒットできるほどの跳躍力があり、中西の身体能力の高さを表す技として定評がある。
ジャンピング・ボディ・プレス
タッグマッチにおける連携プレーの流れで放たれることが多く、上記フロッグ式ヘッドバットと同型のフォームで繰り出される。時にコーナートップからのダイビング・ボディ・プレスも使用していた。
ジャンピング・ニー・バット
一時期多用していたが、近年ではほとんど使用されなくなった。
ジャンピング・ニー・ドロップ
ダウンしている相手の頭部めがけて、助走をつけてからジャンピング・ニーを落とす。ブルーザー・ブロディのフォームを意識している。
上からドン！
2013年に中西ランドの企画内で開発したフィニッシャー。中西ランド内で開発した新技で、コーナー2段目から放つ旋回式ブレーンチョップ。2013年4月7日で初披露し、YOSHI-HASHIからフォール勝ちを収めており、同じくこの技でフォール負けを喫した邪道からは「身長が2cm縮まった」と言わしめた。技の名付け親は高橋広夢。

### 絞め・関節技
アイアンクロー（ブレーンクロー）
二人同時に掴んだり、そのまま大外刈り（ブキャナンのアイアン・バスターと同型）で相手を倒すこともある。
マフラーホールド
アルゼンチン・バックブリーカーの要領で相手の足を肩に担ぎ極める技。中西がサブミッション系の技を持っていなかったために開発された技。G1公式戦では橋本真也からギブアップを奪ったこともある。
ニー・クロー
永田と組んだ2000年7月20日のIWGPタッグのテンコジ戦で小島に対して繰り出した新技。逆片エビ固めとほぼ同型だが、極め方が若干異なり、その名の通り膝を鷲掴みにして極めるアイアンクローの膝バージョンというべき技。それ以降特に使用されることはなかった。
マムシの生殺し
2007年のG1用に開発した技であり、キャメルクラッチから相手の首を強引に曲げる技。
荒鷲掴み
2010年の中邑真輔戦において坂口と共に開発した通称「ボマイェ返し」。相手を持ち上げ豪快に叩きつけた後に腕ひしぎ逆十字固めを極める。しかし実際の試合では片手で相手の片足を掴み、もう片方の手で背中を支えてから強引に持ち上げ、フェイス・バスターの要領でマットに叩きつけるという技だった。
ドン・de・マリポーサ
「人類プロレスラー計画『中西ランド』」内でミラノコレクションA.T.の教えを受け、マスカラ・ドンとして使用した技。

### 合体技
ワシントン条約
大森との合体技。大森がアックスボンバー、中西がマッケンローを同時に繰り出す。同タッグではフィニッシュ・ホールドとして使用していた。
京都岐定書
山本尚史との合体技。一本足野人ハンマーと水面蹴りを同時に繰り出す。技名はそれぞれの出身地から。

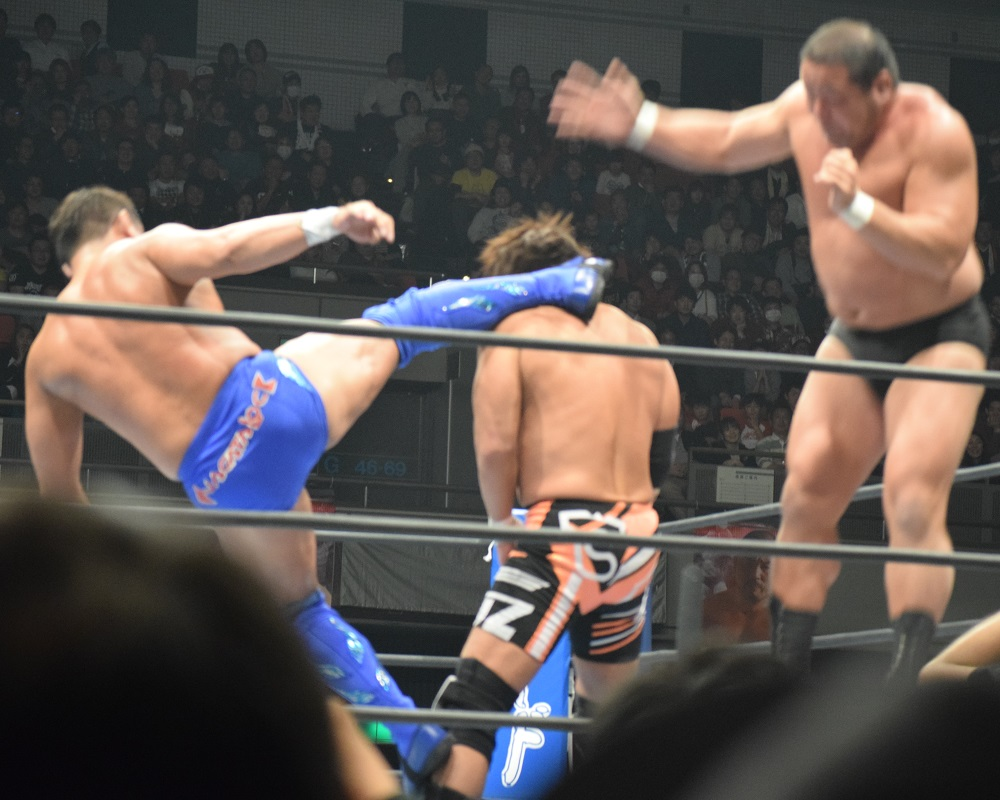
イーストゴールド
永田との合体技。中西が上からドン!を放つと同時に永田が延髄斬りを見舞う。技名は永田の出身地である東金の直訳。
九十九里ハンマー
「人類プロレスラー計画『中西ランド』」で開発した永田との合体技。永田がミドルキックを見舞うと同時に中西が野人ハンマーを放つ。
Justice Monster
同じく、「中西ランド」で開発した永田との合体技。永田の串刺しニーに続けて中西がフライングボディアタックを繰り出す連携技。
マルメゾン
「中西ランド」で開発した永田との合体技。永田の串刺しニーに続けて中西が上からドン!を放ち、最後に永田のバックドロップで決める。名前の由来は東金市の姉妹都市であるフランスのリュエイユ＝マルメゾンから。
KOマッケンロー
「中西ランド」で開発した永田との合体技。永田が前蹴りを放つと同時に中西がマッケンローを繰り出す。

## タイトル歴
新日本プロレス
- IWGPヘビー級王座 : 1回（第51代）
- IWGPタッグ王座 : 3回（第31、39、49代）

パートナーは小島聡→永田裕志→大森隆男。
- NEVER無差別級6人タッグ王座 : 1回（第10代）

パートナーは棚橋弘至 & 田口隆祐。
- 暫定IWGPタッグ王座 : 1回

パートナーは大森隆男。
- ヤングライオン杯 優勝 : 1回（1995年）
- G1 CLIMAX 優勝 : 1回（1999年）
- トライアスロン・サバイバー 優勝 : 1回（2002年）

パートナーは西村修 & 吉江豊。
プロレスリング・ノア
- アルカス杯争奪6人タッグトーナメント 優勝 : 1回（2015年）

パートナーはマイバッハ谷口 & マイバッハ・ブルージャスティス。
ZERO1
- NWAインターコンチネンタルタッグ王座 : 1回（第17代）

パートナーは大森隆男。
プロレス大賞
- 敢闘賞（1999年）
- 最優秀タッグチーム賞（2010年）

パートナーはストロングマン。

## 戦績
| 総合格闘技 戦績 | 総合格闘技 戦績 | 総合格闘技 戦績 | 総合格闘技 戦績 | 総合格闘技 戦績 | 総合格闘技 戦績 | 総合格闘技 戦績 |
| --------------- | --------------- | --------------- | --------------- | --------------- | --------------- | --------------- |
| 2 試合          | (T)KO           | 一本            | 判定            | その他          | 引き分け        | 無効試合        |
| 0 勝            | 0               | 0               | 0               | 0               | 0               | 0               |
| 2 敗            | 2               | 0               | 0               | 0               | 0               | 0               |

### 総合格闘技
| 勝敗 | 対戦相手 | 試合結果                | 大会名                        | 開催年月日   |
| ×    | 藤田和之 | 3R 1:09 TKO（パウンド） | 新日本プロレス ULTIMATE CRUSH | 2003年5月2日 |

### キックボクシング
| 勝敗 | 対戦相手 | 試合結果               | 大会名            | 開催年月日    |
| ×    | TOA      | 1R 1:38 KO（右フック） | K-1 BEAST II 2003 | 2003年6月29日 |

## 入場テーマ曲
Seize The Tactticz
2003年 - 2020年 現在まで使用されるテーマ曲。
WAR（黒い戦争）（エドウィン・スター）
2008年のG1タッグで吉江豊とのタッグチーム「ビックマウンテンズ」の時に使用したテーマ曲。
NO-PROBLEM
1999年 - 2002年まで使用したテーマ曲。
HARD SHUFFLE
1996年 - 1999年まで使用したテーマ曲。
NAVAL GUN
1993年 - 1995年まで使用していたテーマ曲。
Zeptune / Bruce Kulick
新人時代のテーマ曲。1992年 - 1993年まで使用した。

## 野人アピール
中西は一部の技に行く前に特定のアピールをすることがある。ただし、それはずっとしているわけでなく、しばらくすると新しいアピールをしだす。
- 両手の肘から先を振る：スピアーに行く前に両手の肘から先を振り回す。相手が寝転がっているときや片膝状態の時に行う。
- 両手をばたつかせジャンプ：アルゼンチン・バックブリーカーに行く前に、両手をばたつかせながらジャンプする。
- 片手を突き上げる：特定の技ということはない。右手を突き上げ、「ホーッ!」と叫ぶ。（小島聡選手のツイッター曰く、中西本人は「ハーッ！」のつもりとのこと。）
- 地団駄を踏む：ラリアットに行く前に地団駄を踏み、右手を振り回しながら左手で相手を誘うように動かす。
- 試合後マイクアピールをする際にマイクの音源を確認するために数回マイクを叩いたら観客からそれに合わせて手拍子されたので、地団駄を踏みながらマイクをテンポ良く叩き出す（最初は観客の声援からのアドリブで行なったことだが、現在はマイクアピール前の定番となっている）。
- また、G-EGGS時代における永田とのタッグ戦では、劣勢の中西の髪（当時はパーマをかけたセミロングヘアー）を永田がコーナー際でもじゃもじゃと掻き中西が復活するというパフォーマンス（通称・野人パワー注入）が見られた。
- 2010年のG1 CLIMAX XXのリーグ戦でストロングマンとの対決で片手を突き上げ、地団駄を踏んだ後、闘牛の暴れ牛が突進する前に前足で地面を数回ひっかくような動きを行った。この時、観客たちも初めて見る動きだったため笑い声と拍手で会場が湧いた。

## 人物・エピソード
- 実家は京都では有名な茶農家で、四男二女の6人兄弟で上から4番目の三男である[26]。
- 同時期にデビューした選手（永田裕志、天山広吉、小島聡など）は「第三世代」（第一世代＝藤波、長州力など、第二世代＝闘魂三銃士、佐々木健介など）と呼ばれる。そのため、デビューの遅かった中西は健介と同年齢ながら第三世代扱いとなった。
- 同期のケンドー・カシンが一時期、メディアの取材に聞かれてもいない中西の悪口を言ったり、勝手に「カシン対中西」戦をアピールするなどして中西を弄ってきたが、これは中西本人の述懐によると「新日本プロレスに入門したばかりの頃、雑用をしなければいけない日に遅刻して（中西はレスリングオリンピック出場者として特待生扱いを受けており、寮生活ではなかった）、生真面目な石澤（カシン）が激怒した」ことに端を発するという。
- カシンが命名した『ニシオ』というあだ名があり、今でも天山などがそのあだ名で呼んでいる。
- 大一番の前には対戦相手に「小細工はいらない」と言うことが多いが、中西本人は前述の通り新技開発を好む。
- WCWでクロサワを名乗っていた頃、試合中のアクシデントで対戦相手のホーク・ウォリアーの腕を折ってしまい、しばらく試合を干されたことがある（もっとも、ホークはアクシデントと言うことで特に怒ってもいなかった上、『ホーク・ウォリアーの腕を折った男』という肩書きも出来たので、当時は結果的にはプラスになったと思われる）。その影響で与えられた出番は少なく、元東スポ記者の柴田惣一は「アメリカ修行に行ってここまで試合に出なかった人はいない」と述べている。帰国した際には「海外での練習量では誰にも負けない」と記者に話している[27]。
- 体育科の教員免許を持っており上述の通り元公務員でもある。
- 元妻は元プロ野球選手・近藤昭仁と女優の北沢典子の次女で元女優の近藤典子。
- 在京団体では数少ない関西弁で喋るレスラー（当時、メジャー団体では大相撲の慣例にならい方言禁止の風習があった）だったが、2002年にカール・ゴッチ宅を訪問してからはたどたどしい標準語を話すようになった（対照的に同じ第三世代で同郷の天山は以前より関西弁を話す機会が増えた）。現在は元の関西弁に戻りつつあるようである（前田日明や金本浩二はそれ以前に関西弁で喋ってはいた）。
- 2003年3月に「中西政権が始まるぞ」と試合後コメントしたが、長い間実現しなかった。これに関しては当時新日本の社長だった藤波も「中西は会社がプッシュしてあげようとした時にいつも波に乗れない」と雑誌のインタビューに答えていた。しかし2009年5月に王者に就き、初の政権が誕生した。
- オリンピック出場まで成し遂げたレスリングだが、始めたのは高校からである。中学卒業まではほとんどスポーツの経験がなかったため、球技や水泳など苦手とする競技が多い[26]。
- レスリングの技術はかなりのものであるはずが、同年代であり同じくレスリング経験のある永田の妬みにより、野獣キャラを押しつけられることとなり、得意のレスリングのうまさをアピールすることはできなくなってしまった。ただし当人は「アマレスでも10年かかったのだから（プロでもモノになるまで10年以上かかる）」（永田や秋山と比べて）同じような活躍はできないと割り切っていた[28]。
- 専修大学時代、寮で洋物のアダルトビデオを見つつ「オーイェー!!」などと叫びながら何やらやっていたところを後輩で寮の同室だった秋山準に何度か目撃されている。なお、お互いがプロになってから2009年現在で二度対戦しており、どちらも秋山が勝利している。
- 尊敬する人物は「クロサワ」の名付け親でもあるマサ斎藤[29]。レスリングオリンピアンとしても先輩にあたりプロ・アマの両面、ライフスタイルに至るまで尊敬してる[29]。
- 新日本プロレスのエンターテインメント系興行「WRESTLE LAND」ではそのキャラクターを余すところ無く発揮し、ファンに受け入れられている。後楽園ホールにて行われた「WRESTLE LAND 9th」では時間無制限1本勝負“権力の象徴”争奪3WAYラダーマッチ『棚橋弘至 vs TARU vs 中西学』に勝利し、ナカニシ・ランド開催の権利を得た。なお、権力の象徴とは、天井から吊るされた白の捻りハチマキ。
- 趣味はデビュー時から、現在に至るまで「食べ歩き」。ちなみに、好物は毎年変わっている（週刊プロレス選手名鑑より）。大食いでも有名で、中でもモンスターモーニングと称される朝食ブッフェでの物凄い量の朝ごはんがしばしば話題となる。量だけではなく見栄えの良い配膳、消化や吸収を考慮した食べる順番などこだわりも多い。一方で脂肪になりやすい夕食は控えめに済ませている。引退後は食事に時間を割けないので食べる量も減ったと話しており、2023年にトークショーに出演した際には「あれはプロレスラーじゃないとできないことなので、いくら食べ放題だからといって、のんびり食べてたら、会社をクビになる」と発言している[24]。
- 2007年7月、週刊プロレスの記事によると、身体から脂肪を省いた除脂肪量が99.5kgであり、いまだ筋肉を増やし続けている。
- 最近はワールドプロレスリングの実況で「ゴリラ」と呼ばれている。特に吉野真治アナには「霊長類最後のゴリラ」「進化を忘れた類人猿」「ゴリラはやっぱり空を飛べるんですっ!!」とゴリラネタを多数叫ばれている。ほかにもアルゼンチン・バックブリーカーを繰り出したとき、ミサイルキックを繰り出したときなどにお決まりのゴリラネタを叫ばれることが多い。『中西ランド』に吉野アナがゲスト出演した際に中西と3本勝負を行い、吉野アナが勝ったためゴリラネタが公認された。
- 現在は横浜市鶴見区に在住、その縁から鶴見区区制80周年記念事業に出席した。
- 料理が得意。そのため『中西ランド』では度々中西による料理企画が組まれている。中でも鶏肉と米をキャベツで巻いたロールキャベツ風おにぎりは通称「中西ロール」と呼ばれ、同番組の代名詞的存在となっている。
- キン肉マンの大ファンで最も好きなキャラクターはラーメンマン。作者のゆでたまご・嶋田隆司とは『中西ランド』で対談を果たしている。

## 芸能活動
2000年代当時、新日本プロレスの選手では蝶野に次いでメディア出演が多かった。蝶野が教養番組等に出ているのに対し、中西は天然ボケキャラとしてバラエティ番組に出演しているのがほとんどである。

### バラエティ
- 『さんまのSUPERからくりTV』のコーナーの一つである「熱血プロレスラー中西学のお悩み相談バーベキュー相談亭」ではおぎやはぎ、駒田健吾アナとともに相談者の相談に乗っているが、結局は解決には至らず中西の珍発言に注目が集まっている。初めの主張とはまったく逆になっていることも少なくない。
- 上記の『さんまのSUPERからくりTV』の特番で、子供に勇気を与えるためと題して、705kgのキャンピングカーを50m引っ張るギネスブック記録に挑戦。持ち前の怪力をいかんなく発揮し、計測タイムはギネス記録を更新した（成功した際、明石家さんまに「これから兄さんと呼ばせてもらいます、これからは明石家学と名乗ります」と言い、さんまに少し引かれていた）。
- 2007年5月、『美味紳助』（テレビ朝日）で、健啖家と見られる4人の「ある一日のカロリー摂取量」を栄養士同伴で徹底調査するという企画に、フードレポーターの彦摩呂、女子アーティスティックスイミング日本代表の原田早穂、大食いタレントの三宅智子らと共に出演。「競争」ではなく、栄養士がいるという以外は極めて普通の日常状態の食事での測定であったが、当初「レスラーは意外と食わんよ」と言っていた島田紳助の予想を覆す約8,500kカロリーを摂取。しかし1位の三宅が約8,600kカロリーとなり、中西は僅差の2位であった。
- 2010年6月3日放送の『全種類。』での企画「大食いチャレンジ」にて「ステーキハウス・リベラ」で大学時代に挑戦して完食出来なかったチャレンジメニュー30分で500gステーキ＆大盛りライスのセットを3セットをみごと完食し、約20年ぶりのリベンジを果たした。
- テレビ朝日系『シルシルミシル』2010年4月7日放送分のコーナー「すぐ調べる課」に出演。クロマグロを手づかみで捕らえるという企画に挑戦するも、カナヅチであることが判明した。同番組では、2011年2月23日放送分の鳥貴族特集においても、焼き鳥食べ放題に天山ら新日本プロレス所属選手と挑み、酔ってテーブルにストローを並べる奇行を見せるなど、たびたび出演している。
- 2013年、テレ朝動画にて冠番組「人類プロレスラー計画「中西ランド」」が配信開始。
- 2017年9月8日放送のタモリ倶楽部（テレビ朝日）「一番カッコよく破れる生地決定戦!シャツ-1 CLIMAX」回に真壁刀義と共にゲスト出演。
- 昼めし旅 〜あなたのご飯見せてください!〜（テレビ東京）- 「あなたのご飯見せてください」を合言葉に全国を旅するレポーターとして準レギュラー出演。

### ドラマ
- 大河ドラマ『龍馬伝』（2010年、NHK） - 彦右衛門 役
- 『ATARU』（2012年、TBS）CASE5 - 中西学 役
- 『警部補 矢部謙三』（2010年、テレビ朝日）episode1 - 中西学 役
  - 『警部補 矢部謙三2』第1話・第5話・第6話（2013年7月5日・8月9日・16日、テレビ朝日） - コメンテーター（本人） 役
- 『金田一少年の事件簿N（neo）』（2014年、日本テレビ）- 体育教師 役
- 『99.9-刑事専門弁護士- SEASON II』（2018年2月4日、TBS）第4話 - 中西学 役

### ウェブドラマ
- 『99.9  -刑事専門弁護士- SEASONⅡ［MONSTER COOKING］特大☆中西ジャーマンポテトに挑戦!!』（2017年2月4日、TBS公式 YouTuboo）- 料理人・中西学役[30][31]

### 映画
- 『恋するマドリ』（2007年、大九明子監督）- サタン護国寺役
- 『劇場版 ATARU THE FIRST LOVE & THE LAST KILL』（2013年、木村ひさし監督）- 中西学役
- 『アウト＆アウト』（2018年11月16日、ショウゲート）

### オリジナルビデオ
- 『中西ランド・ザ・ムービー 〜大江戸プロレスラー計画〜』（2014年7月18日、ビデオ・パック・ニッポン）悪代官役。監督、脚本も担当。